# Волжские булгары
Во́лжские булга́ры (болга́ры) — группа булгарских племён, составившее основу населения Волжской Булгарии и Булгарского улуса Золотой Орды.

## История
Пришли во 2-й половине VII века на среднюю Волгу из Приазовья после распада Великой Болгарии — государственного образования, существовавшего в VII веке между Доном и Кубанью.

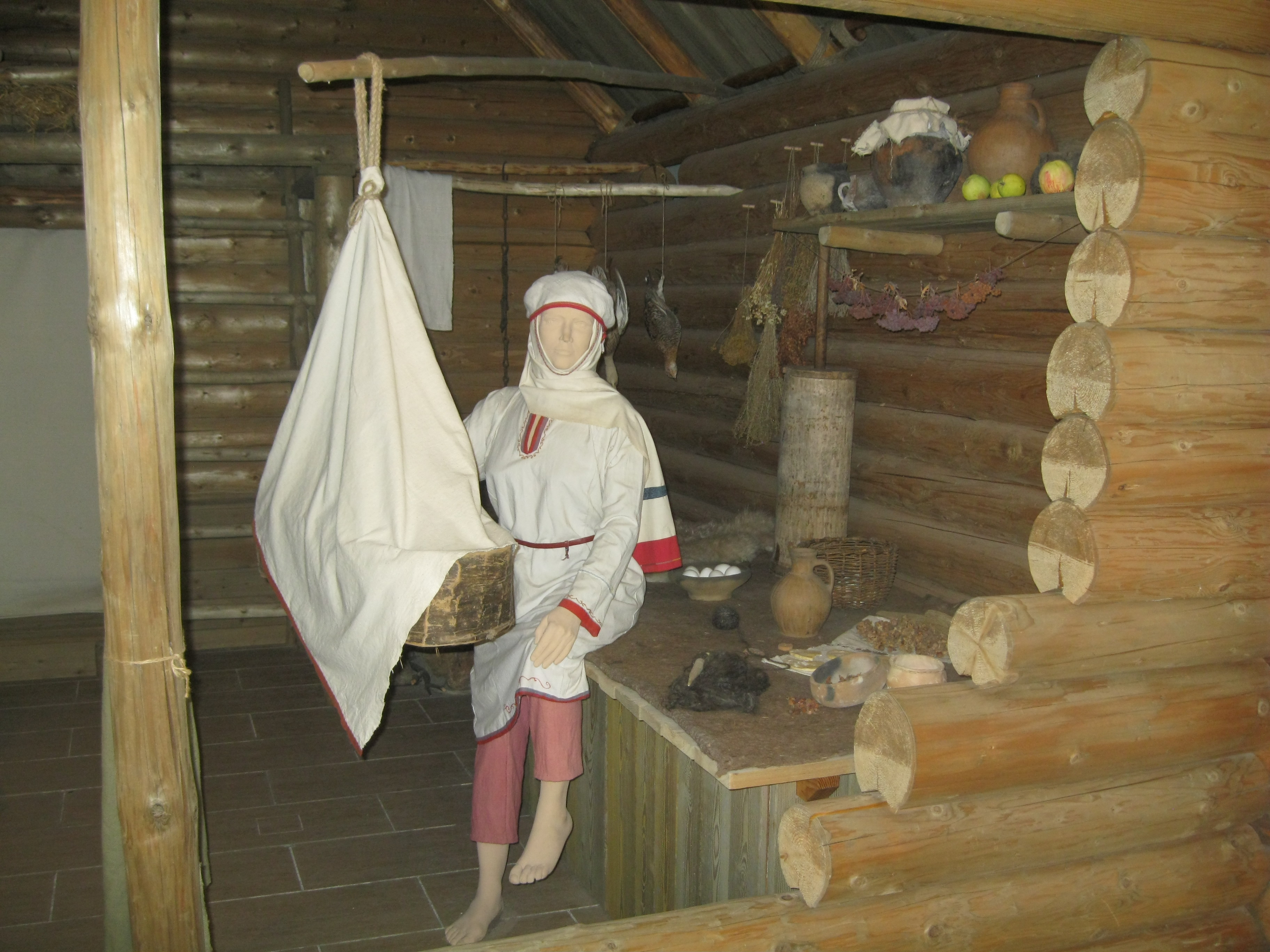
Жилая постройка волжских булгар, XI—XII века.
Экспозиция НМРТ

Булгары вступили во взаимодействие с местными племенами, принадлежавшими к финно-угорской языковой семье.
С приходом булгар, располагавших сильной военной организацией и добившихся политической гегемонии в Волго-Камье, на средней Волге началось активное распространение тюркских языков. Булгары сыграли значительную роль в консолидации местных племён, в создании их феодального государства.
С ними связано происхождение ряда народов Поволжья и Прикамья: чувашей, татар и отчасти башкир.
В средневековой восточной литературе волжские булгары всегда именовались тюрками, родственными хазарам по языку, буртасам культурно.

## Современное употребление этнонима
Волжские булгары приняли участие в этногенезе чувашей, татар (в первую очередь, казанских татар и мишарей).
При этом ряд татарских общественных, политических и религиозных деятелей Татарстана и других регионов, являясь сторонниками булгаро-татарской теории этногенеза татар и противниками использования этнонима «татары», настаивает на том, что булгарский народ продолжает существовать, и активно пропагандируют идею наименования татар: булгарами (а также переименования Татарстана в Булгарию, Булгарстан, или Болгар Иле).
По требованию общественных организаций, при проведении всероссийской переписи 2010 года в утверждённом Росстатом перечне возможных вариантов ответов населения о своей национальной принадлежности были указаны, в том числе: болгары (с языком татарским), болгары (с языком чувашским), болгары волго-камские, болгары волжеские, болгары волжские, болгары камские, болгары самарские, болгары семберские, булгаро-татары, булгаро-тюрки, булгары, булгары волго-камские, булгары волжские, булгары волжско-камские, булгары камские, волго-камские болгары, волго-камские булгары, волжеские болгары, волжские болгары, волжские булгары, волжско-камские булгары.